# Chlosyne whitneyi
Espèce
Chlosyne whitneyi est un insecte lépidoptère de la famille des Nymphalidae de la sous-famille des Nymphalinae et du genre Chlosyne.

## Dénomination
Chlosyne whitneyi a été nommée par Hans Hermann Behr en 1863.

## Sous-espèce
- Chlosyne whitneyi damoetas[1].
- Chlosyne whitneyi malcolmi Comstock, 1926

### Noms vernaculaires
Chlosyne whitneyi damoetas se nomme en anglais Rockslide Checkerspot.

## Description
Chlosyne damoetas est un papillon jaune orange de taille moyenne. Son envergure varie entre 32 et 41 mm
Le dessus présente des lignes de damiers jaune orange terne entourés de marron avec une partion basale marron aux postérieures.
Le revers des antérieures est à damiers jaune orange alors que les postérieures sont à lignes de damiers blancs  et de damiers orange limités de marron

### Chenille
La chenille est semblable à celle de Chlosyne ascatus, noire, ornée de points crème, de croissants orange et d'épines de couleur noire

## Biologie

### Période de vol et hivernation
Chlosyne whitneyi hiverne au troisième ou au quatrième stade de la chenille.

### Plantes hôtes
Les plantes hôtes de la chenille sont Erigeron leiomeris et Solidago multiradiata .

## Écologie et distribution
Il est présent en Amérique du Nord uniquement dans les Montagnes Rocheuses, au Canada dans l'Alberta et la Colombie-Britannique et aux USA dans le Montana, le Wyoming, l'Utah, le Colorado et la Californie,.

### Biotope
Il est surtout présent dans les montagnes en altitude au-dessus de la limite de la forêt sur les éboulis.

### Protection
Pas de statut de protection particulier.